# IC 5045
IC 5045 је спирална галаксија у сазвјежђу Паун која се налази на листи објеката дубоког неба у Индекс каталогу.
Деклинација објекта је - 71° 54' 35" а ректасцензија 20h 50m 50,2s. Привидна величина (магнитуда) објекта IC 5045 износи 14,5 а фотографска магнитуда 15,3. IC 5045 је још познат и под ознакама ESO 74-11, AM 2045-720, PGC 65525.